# Litophyton arboreum
Litophyton arboreum is een zachte koraalsoort uit de familie Alcyoniidae. De koraalsoort komt uit het geslacht Litophyton. Litophyton arboreum werd in 1775 voor het eerst wetenschappelijk beschreven door Forskål. 